# Astane-je Aszrafije
Astane-je Aszrafije (pers. ‏آستانه اشرفيه‎) – miasto w Iranie, w ostanie Gilan. W 2016 roku liczyło 44 941 mieszkańców.